# 2009-es MotoGP katari nagydíj
A 2009-es katari nagydíj volt a 2009-es MotoGP-világbajnokság első futama. A versenyt április 12-én, éjszaka rendezték. A verseny végül átnyúlt hétfőre is, a MotoGP versenyét ugyanis a rossz időjárás miatt csak akkor tudták megtartani.

## Összefoglaló
Az egész hétvége egy szokatlan esemény, a heves esőzés keretében zajlott le. A 125-ösök versenyét még rendben elindították, de a negyedik körben már annyira esett, hogy jobbnak látták leinteni a futamot. A versenyt végül leintették, vagyis az utolsó teljes kör megtételekor élen álló Andrea Iannone diadalmaskodott. Mivel a verseny kétharmadát (18 kör) nem teljesítették, így csak a helyezésekért járó pontok felét kapták meg a pilóták. Julián Simónnak a leintést illetően szerencséje volt, ugyanis nem sokkal azután, hogy bemutatták a piros zászlót, elesett, ám végül felállhatott a dobogó második fokára. Harmadik a német Sandro Cortese lett.
Ezután egyeztetés kezdődött arról, hogy megrendezzék-e a versenyt a másik két géposztály számára, ugyanis a heves esőzések, valamint az esti verseny ténye együtt fokozott veszélynek tette ki a pilótákat. A szervezők és a versenyzők, többek között Valentino Rossi és Loris Capirossi többször körbejárták a pályát, hogy lássák, az milyen állapotban van. Végül úgy döntöttek, megtartják a maradék két versenyt is. A negyedliteresek az eredetileg tervezettnél 40 perccel később rajtolhattak el. A 20 körösre tervezett versenyt 13 körre rövidítették le, de a pilóták kivételesen teljes pontokat kaphattak. A verseny problémamentesen zajlott le, az első helyen végül Héctor Barberát intették le. Második helyen egy meglepetésember, a francia Jules Cluzel végzett. Harmadik az előző év 125-ös világbajnoka, Mike di Meglio lett. Ettől az évtől kezdve a 2007-es világbajnok, Talmácsi Gábor is ebben a géposztályban szerepelt, a Balatonring Team színeiben. A magyar pilóta sokáig a dobogó közelében motorozott, végül tizedik lett. A másik magyar induló, Tóth Imre a 17. helyen végzett, több mint egyperces hátránnyal.
A királykategória felvezető köre előtt nem sokkal ismét elkezdett szakadni az eső, így ezt a futamot helyi idő szerint hétfőre halasztották. A kezdési időpont is változott, 23:00 helyett 21:00-kor indult. A hétfői verseny rendben lezajlott. A versenyt Csey Stoner nyerte, aki végig vezetve, a távolságot folyamatosan növelve diadalmaskodott. Második az előző év világbajnoka, Valentino Rossi lett. Az olasz versenyzőnek sokáig volt esélye utolérni Stonert, ám mikor már lecsökkentette a távolságot körülbelül 2 másodpercre, a Yamahánál gumiproblémák adódtak. A dobogó legalsó fokára Jorge Lorenzo állhatott fel, aki már jócskán lemaradva, 16 másodperccel Stoner mögött ért célba.

## A MotoGP végeredménye
| #   | Rajtszám | Versenyző        | Motor    | Körök | Idő/Kiesés oka | Rajtrács | Pont |
| --- | -------- | ---------------- | -------- | ----- | -------------- | -------- | ---- |
| 1   | 27       | Casey Stoner     | Ducati   | 22    | 42:53.984      | 1        | 25   |
| 2   | 46       | Valentino Rossi  | Yamaha   | 22    | + 7.771        | 2        | 20   |
| 3   | 99       | Jorge Lorenzo    | Yamaha   | 22    | + 16.244       | 3        | 16   |
| 4   | 5        | Colin Edwards    | Yamaha   | 22    | + 24.410       | 6        | 13   |
| 5   | 4        | Andrea Dovizioso | Honda    | 22    | + 27.263       | 4        | 11   |
| 6   | 15       | Alex de Angelis  | Honda    | 22    | + 29.883       | 9        | 10   |
| 7   | 7        | Chris Vermeulen  | Suzuki   | 22    | + 33.627       | 8        | 9    |
| 8   | 36       | Mika Kallio      | Ducati   | 22    | + 34.755       | 10       | 8    |
| 9   | 24       | Toni Elías       | Honda    | 22    | + 39.481       | 12       | 7    |
| 10  | 14       | Randy de Puniet  | Honda    | 22    | + 42.284       | 7        | 6    |
| 11  | 3        | Dani Pedrosa     | Honda    | 22    | + 48.526       | 14       | 5    |
| 12  | 69       | Nicky Hayden     | Ducati   | 22    | + 48.883       | 16       | 4    |
| 13  | 59       | Sete Gibernau    | Ducati   | 22    | + 52.215       | 15       | 3    |
| 14  | 33       | Marco Melandri   | Kawasaki | 22    | + 56.379       | 11       | 2    |
| 15  | 72       | Takahasi Júki    | Honda    | 22    | + 1:00.286     | 17       | 1    |
| 16  | 52       | James Toseland   | Yamaha   | 22    | + 1:14.978     | 13       |      |
| 17  | 88       | Niccolò Canepa   | Ducati   | 22    | + 1:15.028     | 18       |      |
| Ret | 65       | Loris Capirossi  | Suzuki   | 7     | Baleset        | 5        |      |

## A 250 cm³ végeredménye
| #   | Rajtszám | Versenyző          | Motor   | Körök | Idő/Kiesés oka | Rajtrács | Pont |
| --- | -------- | ------------------ | ------- | ----- | -------------- | -------- | ---- |
| 1   | 40       | Héctor Barberá     | Aprilia | 13    | 26:50.940      | 4        | 25   |
| 2   | 16       | Jules Cluzel       | Aprilia | 13    | + 0.826        | 13       | 20   |
| 3   | 63       | Mike di Meglio     | Aprilia | 13    | + 6.181        | 3        | 16   |
| 4   | 4        | Aojama Hirosi      | Honda   | 13    | + 6.609        | 2        | 13   |
| 5   | 35       | Raffaele de Rosa   | Honda   | 13    | + 6.656        | 14       | 11   |
| 6   | 12       | Thomas Lüthi       | Aprilia | 13    | + 6.672        | 9        | 10   |
| 7   | 19       | Álvaro Bautista    | Aprilia | 13    | + 7.608        | 1        | 9    |
| 8   | 14       | Rattapark Vilairot | Honda   | 13    | + 8.349        | 12       | 8    |
| 9   | 15       | Roberto Locatelli  | Gilera  | 13    | + 15.032       | 10       | 7    |
| 10  | 28       | Talmácsi Gábor     | Aprilia | 13    | + 20.348       | 6        | 6    |
| 11  | 55       | Héctor Faubel      | Honda   | 13    | + 20.465       | 5        | 5    |
| 12  | 48       | Tomizava Sója      | Honda   | 13    | + 28.402       | 16       | 4    |
| 13  | 52       | Lukáš Pešek        | Aprilia | 13    | + 28.906       | 15       | 3    |
| 14  | 6        | Alex Debón         | Aprilia | 13    | + 33.779       | 8        | 2    |
| 15  | 25       | Alex Baldolini     | Aprilia | 13    | + 36.988       | 17       | 1    |
| 16  | 8        | Bastien Chesaux    | Honda   | 13    | + 1:01.730     | 21       |      |
| 17  | 10       | Tóth Imre          | Aprilia | 13    | + 1:03.512     | 18       |      |
| 18  | 56       | Vlagyimir Leonov   | Aprilia | 13    | + 1:32.385     | 20       |      |
| 19  | 77       | Aitor Rodríguez    | Aprilia | 13    | + 1:38.752     | 22       |      |
| Ret | 17       | Karel Abrahám      | Aprilia | 8     | Kiesett        | 11       |      |
| Ret | 7        | Axel Pons          | Aprilia | 0     | Baleset        | 19       |      |
| Ret | 75       | Mattia Pasini      | Aprilia | 0     | Baleset        | 7        |      |

## A 125 cm³ végeredménye
| #   | Rajtszám | Versenyző          | Motor   | Körök | Idő/Kiesés oka | Rajtrács | Pont |
| --- | -------- | ------------------ | ------- | ----- | -------------- | -------- | ---- |
| 1   | 29       | Andrea Iannone     | Aprilia | 4     | 8:37.245       | 3        | 12.5 |
| 2   | 60       | Julián Simón       | Aprilia | 4     | + 0.180        | 1        | 10   |
| 3   | 11       | Sandro Cortese     | Derbi   | 4     | + 5.211        | 5        | 8    |
| 4   | 44       | Pol Espargaró      | Derbi   | 4     | + 5.769        | 8        | 6.5  |
| 5   | 38       | Bradley Smith      | Aprilia | 4     | + 6.650        | 2        | 5.5  |
| 6   | 94       | Jonas Folger       | Aprilia | 4     | + 6.701        | 10       | 5    |
| 7   | 18       | Nicolás Terol      | Aprilia | 4     | + 6.771        | 4        | 4.5  |
| 8   | 17       | Stefan Bradl       | Aprilia | 4     | + 7.592        | 7        | 4    |
| 9   | 99       | Danny Webb         | Aprilia | 4     | + 8.169        | 13       | 3.5  |
| 10  | 12       | Esteve Rabat       | Aprilia | 4     | + 8.678        | 15       | 3    |
| 11  | 77       | Dominique Aegerter | Derbi   | 4     | + 12.232       | 18       | 2.5  |
| 12  | 33       | Sergio Gadea       | Aprilia | 4     | + 12.237       | 6        | 2    |
| 13  | 45       | Scott Redding      | Aprilia | 4     | + 12.360       | 11       | 1.5  |
| 14  | 24       | Simone Corsi       | Aprilia | 4     | + 13.754       | 19       | 1    |
| 15  | 14       | Johann Zarco       | Aprilia | 4     | + 13.783       | 14       | 0.5  |
| 16  | 16       | Cameron Beaubier   | KTM     | 4     | + 13.893       | 22       |      |
| 17  | 7        | Efrén Vázquez      | Derbi   | 4     | + 14.170       | 21       |      |
| 18  | 6        | Joan Olivé         | Derbi   | 4     | + 14.452       | 12       |      |
| 19  | 8        | Lorenzo Zanetti    | Aprilia | 4     | + 15.310       | 20       |      |
| 20  | 73       | Nakagami Takaaki   | Aprilia | 4     | + 16.415       | 16       |      |
| 21  | 32       | Lorenzo Savadori   | Aprilia | 4     | + 18.602       | 23       |      |
| 22  | 35       | Randy Krummenacher | Aprilia | 4     | + 19.355       | 17       |      |
| 23  | 53       | Jasper Iwema       | Honda   | 4     | + 28.034       | 25       |      |
| 24  | 87       | Luca Marconi       | Aprilia | 4     | + 28.114       | 24       |      |
| 25  | 69       | Lukas Sembera      | Aprilia | 4     | + 28.199       | 25       |      |
| 26  | 5        | Alexis Masbou      | Loncin  | 4     | + 28.272       | 28       |      |
| 27  | 71       | Kojama Tomojosi    | Loncin  | 4     | + 28.544       | 27       |      |
| 28  | 10       | Luca Vitali        | Aprilia | 4     | + 53.927       | 30       |      |
| Ret | 93       | Marc Márquez       | KTM     | 3     | Baleset        | 9        |      |
| Ret | 88       | Michael Ranseder   | Haojue  | 3     | Műszaki        | 29       |      |
| DNS | 66       | Matthew Hoyle      | Haojue  |       |                | 31       |      |